# 卡西島
卡西島（英語：Casy Island）是南極洲的島嶼，位於葛拉漢地的特里尼蒂半島附近，處於拉法基岩東南面4公里和庫普旺角東北面6公里，由法國探險隊發現，現時由南極條約體系管理。